# Galilejsko jezero
Galilejsko jezero je največje sladkovodno jezero v Izraelu.
Imenuje se tudi Genezareško jezero ali Tiberijsko jezero, hebrejsko: ‏ים כנרת‎‎ [Jam Kineret] = Harfasto jezero (zaradi oblike), arabsko: بحيرة طبريا [Buhairet Tabariyya] =Jezero Tiberija.
Jezero je približno 21 km dolgo in 13 km široko. Leži v veliki tektonski prelomnicipod nivojem morja. Jezerska gladina leži med 209 in 214 m pod morsko gladino in je s tem najnižje ležeče sladkovodno jezero na severu. Skozi jezero teče reka Jordan, ki potem teče naprej v Mrtvo morje.
Na zahodni obali jezera leži mesto Tiberija, ki se imenuje po cesarju Tiberiju. Mesto je zgradil Herod Antipa okoli leta 20 kot prestolnico svojega Galilejskega kraljestva. Severozahodno od jezera se razprostira rodovitna Genezareška ravnina. Vzhodno od jezera leži Golansko višavje.
Mimo jezera je že v antiki potekala pomembna trgovska pot, ki je povezovala Egipt s severnejšimi deželami. Zgodovinar Jožef Flavij je opisal Galilejsko jezero z velikim navdušenjem nad njegovo naravno lepoto. Zapisal je tudi, da je jezero pomembno ribolovno področje in da na jezeru deluje vsaj 230 ribiških bark.

## Galilejsko jezero v Svetem pismu
Jezero je omenjeno nekajkrat v Stari zavezi (4 Mz 34,11; Joz 13,27), še bolj pa je znano iz Nove zaveze.
Velik del Jezusovega javnega delovanja je potekalo v bližini Galilejskega jezera. Vsaj štirje Jezusovi apostoli so bili prej ribiči na tem jezeru: Andrej, Peter, Jakob Veliki in Janez Evangelist. 
Jezero je povezano tudi z nekaterimi Jezusovimi čudeži: tukaj naj bi Jezus hodil po vodi, z glasom pomiril vihar, itd.
Zaradi povezave z Jezusovim življenjem je bilo Galilejsko jezero že od časa Bizantinskega cesarstva pomemben cilj številnih romarjev. Tudi danes je turizem najpomembnejša gospodarska panoga v okolici jezera.

## Geografija
Galilejsko jezero leži na severovzhodu Izraela, med Golansko planoto in Galilejsko regijo, v Jordanskem tektonskem jarku, dolini, ki je nastala zaradi ločitve Afriške in Arabske tektonske plošče. Posledično je območje podvrženo potresom, v preteklosti pa vulkanskim aktivnostim. To kažejo obilne bazaltne in druge magmatske kamnine, ki opredeljujejo geologijo Galileje.

## Imena
Jezero se je v svoji zgodovini imenovalo z različnimi imeni, običajno odvisno od prevladujočega naselja na njegovih obalah. S spreminjajočo se usodo mest se je spremenilo tudi ime jezera.

### Jezero Kineret
Sodobno hebrejsko ime, Kineret, izvira iz hebrejske Biblije, glavnega vira krščanske Stare zaveze, kjer se v 4 Mz 34,11 in Joz 13,27 pojavlja kot morje Kinneret, v hebrejščini je napisano כנרות Kinnerot v Joz 11,2. To ime smo našli tudi v spisih Ugarita, v epu Aqhat. Kineret je bil kot ime mesta uvrščen med 'ograjena mesta' v Joz 19,35. Vztrajna, čeprav verjetno napačna, priljubljena etimologija imena predvideva, da lahko ime Kinneret izvira iz hebrejske besede kinnor ('harfa' ali 'lira') glede na obliko jezera. Strokovno soglasje pa je, da izvor imena temelji na pomembnem mestu iz bronaste in železne dobe Kinneret, ki so ga izkopali v Tell el-'Oreimeh. Vendar ni dokazov, da mesto Kinneret samo po sebi ni dobilo imena vodnega telesa, temveč obratno ali zaradi imena mesta.

### Genezareško jezero
Vsi starodavni in novozavezni pisci uporabljajo izraz 'morje' (hebrejsko יָם yam, grško θάλασσα), z izjemo Luke, ki ga imenuje 'Genezareško jezero' (Lk 5,1), iz grškega λίμνη Γεννησαρέτ (limnē Gennēsaret), 'grecizirana oblika Chinneretha' po Eastonu (1897).

### Ginosarjevo jezero
Babilonski Talmud in Jožef Flavij omenjata morje po imenu 'Ginosarjevo morje' po majhni rodovitni ravnini Ginosar, ki leži na zahodni strani. Ginosar je še eno ime, ki izhaja iz Kinneret.

### Galilejsko morje, Tiberijsko morje, Tiberijsko jezero
V novi zavezi se v evangeliju po Mateju 9 uporablja izraz 'morje Galilejsko' (grško: θάλασσαν τῆς Γαλιλαίας, thalassan tēs Galilaias), evangelij po Marku Mr 1,16; 7,31 in v evangeliju po Janezu Jn 6,1 kot 'Galilejsko morje, ki je Tiberijevo morje' (θαλάσσης τῆς Γαλιλαίας τῆς Τιβεριάδος, thalassēs tēs Galilaias tēs Tiberiados), ime iz poznega 1. stoletje. Morje Tiberije je tudi ime, omenjeno v rimskih besedilih in v Jeruzalemskem Talmudu, v arabščino pa je bilo sprejeto kot Buhairet Tabariyya (بحيرة طبريا), Tiberijsko jezero.

### Minjevo morje
Od Omajadov do obdobja mamelukukov je bilo jezero v arabščini znano kot Bahr al-Minya, Minjevo morje, po kompleksu omajadske qasr - trdnjave, katere ruševine so še vedno vidne pri Khirbat al-Minya. To je ime, ki so ga uporabljali srednjeveški perzijski in arabski učenjaki Al-Baladhuri, Al-Tabari in Ibn Kathir.

## Zgodovina

### Prazgodovina
Leta 1989 so bili na južnem koncu pod vodo najdeni ostanki lovca-nabiralca. V Ohalu so našli ostanke koč iz blata. Nahal Ein Gev, ki leži približno 3 km vzhodno od jezera, vsebuje vas iz poznega Natufanskega obdobja. Mesto velja za eno prvih stalnih človeških naselij na svetu iz časa pred neolitsko revolucijo. 

### Antika
Galilejsko jezero leži ob starodavni Via Maris, ki je Egipt povezovala s severnimi imperiji. Grki, Hasmonejci in Rimljani so ob jezeru ustanovili cvetoča mesta in naselja, vključno Hipos in Tiberijo. Zgodovinar prvega stoletja Jožef Flavij je bil tako navdušen nad območjem, da je napisal: »Lahko bi ta kraj imenovali ambicija narave«; v tem času je poročal tudi o uspešni ribiški industriji, saj je na jezeru redno delalo 230 čolnov. Arheologi so leta 1986 odkrili eno takšno jadrnico, poimenovano Jezusov čoln.
V Novi zavezi se velik del Jezusovega delovanja dogaja na obali Galilejskega jezera. V tistih dneh so se naselja in vasi ob jezeru neprestano razvijala, obilo se je trgovalo in vozilo z ladjami. Sinoptični evangeliji po Marku (Mk 1,14–20), Matej Mt 4,18–22) in Luka (Lk 5,1–11) opisujejo, kako je Jezus z obrežja Kinereta zaposlil štiri svoje apostole: ribiča Simona in njegovega brata Andreja in brata Janeza in Jakoba. Ena od znamenitih Jezusovih učnih epizod, Govor na gori, naj bi bila izvedena na hribu nad Kineretom. Številni njegovi čudeži naj bi se tudi zgodili tukaj, vključno s hojo po vodi, umirjanjem nevihte, apostoli in čudežnim ulovom rib ter hranjenjem pet tisoč ljudi (v vasi Tabgha). V Janezovem evangeliju jezero svojim učencem zagotavlja okolje za Jezusovo tretje post vstajenje (Jn 21).
Leta 135 n. št. je bil Bar Kokhbov upor. Rimljani so se odzvali z izgonom vseh Judov iz Jeruzalema. Središče judovske kulture in učenja se je preselilo v regijo Galileja in Kinneret, zlasti na mesto Tiberija. V tej regiji je bil sestavljen Jeruzalemski Talmud.

### Srednji vek
Pomembnost Galilejskega jezera se je zmanjšala, ko so Bizantinci izgubili nadzor in je območje osvojil Omajadski kalifat in poznejši islamski imperiji. Razen Tiberije so večja mesta na tem območju postopoma opuščali. V času vladavine omajadskega kalifa al Valida I. (705–715 CE) je bila ob jezeru zgrajeno palača Khirbat al-Minya. Leta 1187 je Saladin v bitki pri Hatinu premagal križarske vojske predvsem zato, ker je lahko križarjem prekinil dostop do dragocene sladke vode Galilejskega jezera.

### Sodobnost
Jezero ni bilo pomembno v zgodnjem Osmanskem cesarstvu. V Tiberiji so v 16. stoletju močno oživili svojo judovsko skupnost, vendar je mesto postopoma nazadovalo dokler leta 1660 ni bilo popolnoma uničeno. V začetku 18. stoletja je Tiberijo obnovil Zahir al Umar, ko je postala središče njegove vladavine nad Galilejo in doživela tudi preporod judovske skupnosti.
Leta 1909 so judovski pionirji ustanovili prvo zadružno kmečko vas (kibbutz – 'kibuc'), Kvutzat Kinneret v neposredni bližini jezera. Naselje je urilo judovske priseljence v živinoreji in kmetijstvu. Kasneje so pionirji Kvutzat Kinneret ustanovili Kibbutz Degania Alef. Kinutret Kvutzat velja za zibelko kibuc kulture zgodnjega sionizma in je rojstni kraj Naomi Shemer ter pokopališče Rachel Bluwstein - dveh najvidnejših izraelskih pesnic.
Leta 1917 so Britanci premagali osmanske turške sile in prevzeli nadzor nad Palestino, Francija pa je prevzela nadzor nad Sirijo. Zavezniki so morali določiti mejo med mandatom Palestino in francoskim mandatom Sirijo. Meja je bila široko opredeljena s francosko-britanskim sporazumom o meji decembra 1920, ki jo je potegnil čez sredino jezera. Vendar je komisija, ustanovljena s pogodbo iz leta 1920, mejo preuredila. Sionistično gibanje je pritiskalo na Francoze in Britance, da med pogajanji o razmejitvi dodelijo čim več vodnih virov mandatu Palestina. Visoki palestinski komisar Herbert Samuel si je prizadeval za popoln nadzor nad Galilejskim jezerom. Pogajanja so privedla do vključitve celotnega Galilejskega jezera, obeh strani reke Jordan, jezera Hula, izvira Dan in dela reke Jarmuk v palestinsko ozemlje. Končna meja, odobrena leta 1923, je sledila 10 m širok pas vzdolž severovzhodne obale jezera, ki je mandat Sirijo (država Damask) odrezala od jezera.
Britanski in francoski sporazum je določal, da se ohranijo obstoječe pravice glede uporabe voda reke Jordan s strani prebivalcev Sirije; sirijska vlada bi imela pravico postaviti nov pomol na Semakhu na Tiberijskem jezeru ali skupno uporabiti obstoječi pomol; za osebe ali blago, ki preide med pristajalno fazo na Tiberijskem jezeru in Semaku, ne bi veljali carinski predpisi, sirska vlada pa bi imela dostop do omenjene pristajalne faze; prebivalci Sirije in Libanona bi imeli enake pravice do ribolova in plovbe na jezerih Hula, Tiberija in reki Jordan, medtem ko bi palestinska vlada skrbela za nadzor nad jezeri.
15. maja 1948 je Sirija napadla novorojeno državo Izrael in zajela ozemlje ob Galilejskem jezeru. V skladu s sporazumom o premirju iz leta 1949 med Izraelom in Sirijo je ta zasedla severovzhodno obrežje Galilejskega jezera. V sporazumu pa je bilo določeno, da 'premirje' ni treba razlagati tako, da ima kakršen koli odnos do končne teritorialne ureditve. Sirija je do arabsko-izraelske vojne leta 1967 ostala lastnica severovzhodne obale jezera.
V 1950-ih je Izrael oblikoval načrt za povezavo Kinereta z ostalo vodno infrastrukturo v državi prek National Water Carrier - prekop, ki bi zagotovil povpraševanje po rastoči potrebi po vodi. Prekop je bil dokončan leta 1964. Izraelski načrt, ki mu je Arabska liga nasprotovala, je sprožil politične in včasih celo oborožene spopade nad porečjem reke Jordan.
Po 5 letih suše do leta 2018 naj bi Galilejsko jezero prišlo do črne črte. To je višina najnižje globine, ko se začne nepovratna poškodbe in se vode ne more več črpati. Izraelske oceanografske in limnološke raziskave opisujejo kot »Črna črta označuje −214,87 m, najnižjo raven, doseženo od leta 1926, ko se je začel rekord nivoja vode. Po podatkih vodne oblasti vodostaj v Kinneretu ne sme pasti pod to raven.«
Februarja 2018 je mesto Tiberija zahtevalo obrat za razsoljevanje vode, ki prihaja iz Galilejskega morja, in zahtevalo nov vir vode za mesto. Marca 2018 je jezero doseglo najnižjo točko vodostaja od leta 1927.
Septembra 2018 je izraelski urad za energetiko in vodo objavil projekt za izlivanje razsoljene vode iz Sredozemskega morja v Galilejsko jezero s pomočjo podzemnega tunela. Predor bo predvidoma največji tovrstni tunel narejen v Izraelu in bo prenašal polovico sredozemske razsoljene vode in bo potiskal 300 do 500 milijonov kubičnih metrov vode na leto. Ta načrt naj bi stal pet milijard šekelov. Giora Eiland je vodila sestanke z nemškimi kolegi in poiskala primernega izvajalca za gradnjo projekta.

## Arheologija
Leta 1986 so, ko se je vodostaj znižal, na severozahodni obali Galilejskega jezera odkrili starodavno plovilo, znano tudi kot Jezusov čoln. Gre za starodavno ribiško ladjo iz 1. stoletja našega štetja in čeprav ni dokazov da bi čoln neposredno povezali z Jezusom in njegovimi učenci, je vseeno primer vrste čolna, ki so ga imeli Jezus in njegovi učenci, nekateri izmed njih ribiči, v uporabi.
Med rutinskim pregledovanjem s sonarjem leta 2003 (ugotovitev objavljena leta 2013) so arheologi odkrili ogromno stožčasto kamnito strukturo. Zgradba, ki ima premer približno 70 m, je zgrajena iz balvanov in kamnov. Ocenjujejo, da so ruševine stare od 2000 do 12000 let in so približno 10 metrov pod vodo. Ocenjena teža spomenika je več kot 60.000 ton. Raziskovalci pojasnjujejo, da je mesto podobno zgodnjim pokopališčem v Evropi in je bilo verjetno zgrajeno v zgodnji bronasti dobi.
Februarja 2018 so arheologi odkrili sedem nepoškodovanih mozaikov z grškimi napisi. En napis, eden najdaljših najden do danes v zahodni Galileji, vsebuje imena donatorjev ter imena in položaje cerkvenih uradnikov, vključno z Irenejem. Drugi mozaik omenja žensko kot donatorko gradnje cerkve. Ta napis je prvi v regiji, ki omenja žensko darovalko.

## Raba vode in nivo
Izraelski prekop National Water Carrier, dokončan leta 1964, prenaša vodo iz jezera do izraelskih  naselij in je v preteklosti oskrboval večino pitne vode v državi.  Danes jezero oskrbuje približno 10 % potreb Izraela po pitni vodi. 
Leta 1964 je Sirija načrtovala Headwater Diversion Plan za preusmeritev vode, ki bi blokiral dotok vode v Galilejsko jezero oziroma ga močno zmanjšal.  Ta projekt in poskus Izraela, da bi oviral ta prizadevanja leta 1965, sta bila dejavnika, ki sta zaznala regionalne napetosti, ki so vrhunec dosegle v šestdnevni vojni leta 1967. Med vojno je Izrael zajel Golansko višavje, ki vsebujejo nekaj virov vode za Galilejsko jezero.
Vsakodnevno spremljanje gladine jezera se je začelo leta 1969, najnižja raven, zabeležena od takrat, pa je bila novembra 2001, ki danes predstavlja "črno črto" - 214,87 metra pod morsko gladino (čeprav verjamejo, da je vodostaj padel nižje od črne črte med sušami v 20. stoletju). Izraelska vlada dnevno spremlja vodostaj in rezultate objavlja na spletni strani, kjer je mogoče najti nivoje v zadnjih osmih letih.  Povečanje povpraševanja po vodi v Izraelu, Libanonu in Jordaniji ter suhe zime so povzročili stres na jezeru in upadanje vode na včasih nevarno nizko raven. Obstaja tveganje, da bo jezero nepopravljivo zasoljeno zaradi izvirov slane vode pod dnom jezera.
Do sredine leta 2010 je bilo preko prekopa vsako leto prečrpanih približno 400.000.000 kubičnih metrov  vode. V skladu z Izraelsko-jordansko mirovno pogodbo Izrael iz jezera v Jordanijo letno pošlje tudi 50.000.000 kubičnih metrov vode.  V zadnjih letih je izraelska vlada veliko vlagala v infrastrukturo za ohranjanje vode, melioracijo in razsoljevanje v državi. To ji je omogočilo, da znatno zmanjša količino vode, ki jo letno izčrpajo iz jezera v prizadevanjih za obnovitev in izboljšanje njegovega ekološkega okolja, pa tudi odziv na nekatere najbolj ekstremne sušne razmere v več sto letih, ki vplivajo na dovodni bazen jezera od leta 1998. Zato se pričakuje, da se bo leta 2016 iz jezera načrpalo približno 25.000.000 kubičnih metrov vode za izraelsko domačo porabo, kar je majhen del količine, ki se je iz jezera navadno črpalo v prejšnjih desetletjih.
Ker so se izredno sušne razmere še naprej stopnjevale, je izraelska vlada leta 2018 odobrila načrt za črpanje razsoljene vode v jezero, da bi preprečila, da bi nivo vode padel pod točko, kjer bi lahko prišlo do nepopravljive ekološke škode na jezeru. 

## Turizem
Turizem okoli Galilejskega jezera je pomembna gospodarska panoga. Zgodovinske in verske znamenitosti v regiji privlačijo domače in tuje turiste. Galilejsko jezero je privlačno za krščanske romarje, ki obiskujejo Izrael in si ogledajo kraje, kjer je Jezus po Novi zavezi delal čudeže, na primer njegovo hojo po vodi, umirjanje nevihte in hranjenje množice. Ameriški popotnik iz 19. stoletja Alonzo Ketcham Parker je obisk jezera Galileje označil za »peti evangelij, ki ga je človek bral pobožno, njegovo srce pa je preplavilo tiho veselje« .
Aprila 2011 je Izrael odprl 64-kilometrsko pohodniško pot v Galileji za krščanske romarje, imenovano Jezusova pot. Vključuje mrežo pešpoti, cest in kolesarskih poti, ki povezujejo mesta, ki so osrednja v Jezusovem življenju in njegovih učencev. Konča se v Kafarnaumu na obali Galilejskega jezera, kjer je Jezus razlagal svojim učencem. 
Druga ključna atrakcija je mesto, kjer se voda Galilejskega jezera izliva v reko Jordan, kamor se vsako leto pripeljejo na tisoče romarjev z vsega sveta.
Vsako leto v septembru poteka najbolj znana izraelska plavalna tekma, Kinneret Crossing, na kateri se zberejo na tisoče plavalcev, ki se udeležijo tekmovalnih in drugih prireditev.
Turisti sodelujejo tudi pri gradnji splavov na plaži Lavnun, imenovanih Rafsodia. Tukaj veliko različnih starostnih skupin sodeluje pri gradnji splava z golimi rokami in nato plujejo po jezeru. 
Druge gospodarske dejavnosti vključujejo ribolov in kmetijstvo, zlasti gojijo banane, datlje, mango, grozdje in oljke v rodovitnem pasu zemlje, ki obdaja jezero.

## Rastlinstvo in živalstvo
Tople vode Galilejskega jezera omogočajo življenje različnim rastlinam in živalim, ki že več kot dve tisočletji omogočajo pomemben gospodarski ribolov. Lokalna flora vključuje različno trstičevje vzdolž večine obrežja in tudi fitoplankton. Favna vključuje zooplankton, bentos in številne vrste rib, kot je Acanthobrama terraesanctae. Ribe, ki jih komercialno lovijo so Tristramella simonis in Sarotherodon galilaeus – mango tilapija, lokalno imenovana 'riba svetega Petra'. Leta 2005 so lokalni ribiči ulovili 270 t tilapij. Leta 2009 se je zaradi prelova izlovilo le 7,3 t.
Suša v začetku in sredi 1990-ih je izsušila močvirnati severni rob jezera. Ribje vrste, ki je edinstvena za jezero, Tristramella sacra, ki uporablja za drst močvirje, ni bilo opaziti. Konzervatorji se bojijo, da je ta vrsta morda izumrla. Upajo, da bo drastična zmanjšanje količine vode, ki se črpa preko prekopa, v nekaj letih pomagala obnoviti ekologijo jezera. 